# Egil Søby
Niektóre z zamieszczonych tu informacji wymagają weryfikacji.
Dokładniejsze informacje o tym, co należy poprawić, być może znajdują się w dyskusji tego artykułu.
 Po wyeliminowaniu niedoskonałości należy usunąć szablon {{Dopracować}} z tego artykułu.
Egill Vike Søby (ur. 25 listopada 1945 w Tønsbergu) – norweski kajakarz. Dwukrotny medalista olimpijski.
Oba medale wywalczył w kajakowych czwórkach. W 1968 w Meksyku zwyciężyła osada w składzie Steinar Amundsen, Tore Berger, Jan Johansen i Søby, cztery lata później ta sama osada wywalczyła brązowy medal. Zdobywał medale mistrzostw świata.